# João de Bragança, Duque de Beja
João de Bragança (nome completo: João Maria Fernando Pedro de Alcântara Miguel Rafael Gabriel Leopoldo Carlos António Gregório Francisco de Assis Borja Gonzaga Félix; Lisboa, 16 de Março de 1842 – Lisboa, 27 de Dezembro de 1861), foi um Infante de Portugal, filho da rainha Maria II de Portugal, e de seu marido, o rei Fernando II, foi Duque de Beja e Condestável do Reino. Nunca se casou, tendo morrido vitimado por uma doença infecto-contagiosa comum à época, a febre tifóide, pouco depois de seus irmãos Fernando e do próprio rei Pedro V.

## Biografia

### Nascimento

O Duque de Beja, aos 10 anos de idade.

Dom João Maria Fernando Pedro de Alcântara Miguel Gabriel Rafael Leopoldo Carlos Antônio Gregório Francisco de Assis Borja Gonzaga Félix nasceu em 16 de março de 1842 no Palácio das Necessidades, Lisboa, Reino de Portugal. Era terceiro filho da rainha Maria II de Portugal e do rei consorte Fernando II. Foi nomeado Duque de Beja e detém o título adicional de Príncipe de Saxe-Coburgo-Gotha e Duque da Saxónia, por seu pai ser um príncipe alemão da Casa de Saxe-Coburgo-Gota.

### Educação

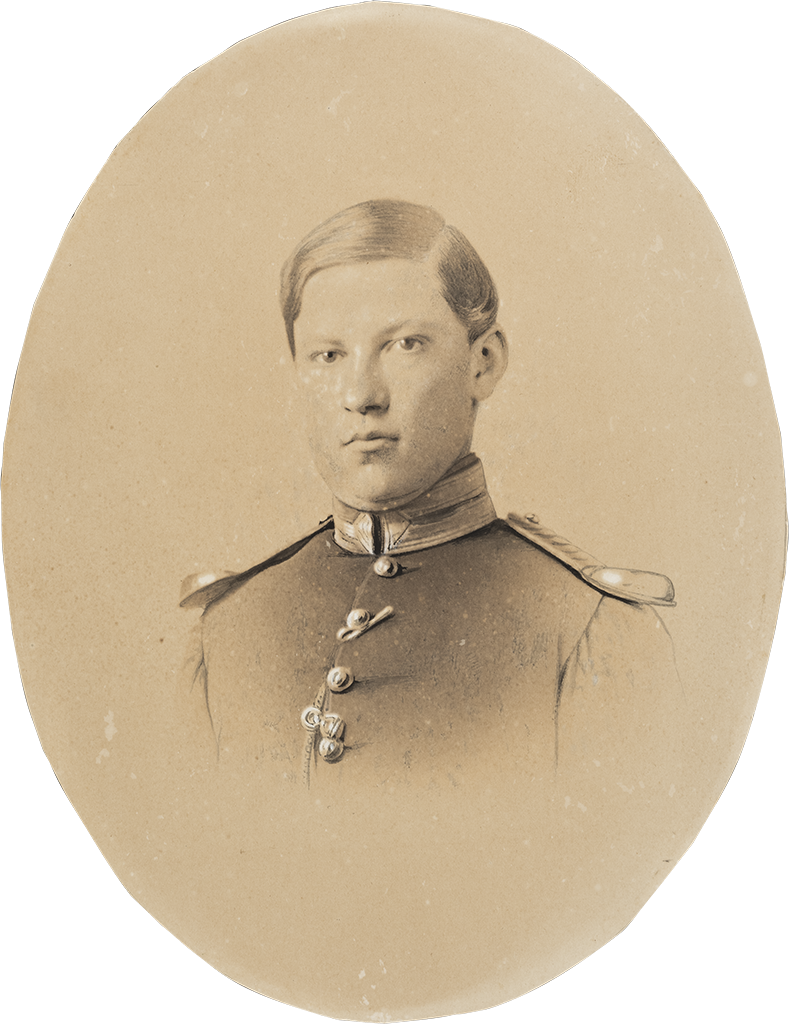

João recebeu educação militar e foi coronel de um regimento de cavalaria. Visitava a Inglaterra e a França com o irmão o Duque do Porto, herdeiro presuntivo do trono, quando foram convocados a regressar a Portugal pelo irmão o rei Pedro V, que morria de febre tifóide ou cólera. Seu irmão morreu em 11 de novembro de 1861, antes que eles pudessem retornar, com seu irmão Fernando. Com a sua morte, o Duque do Porto tornou-se Rei Luís I e João tornou-se herdeiro presuntivo ao trono.

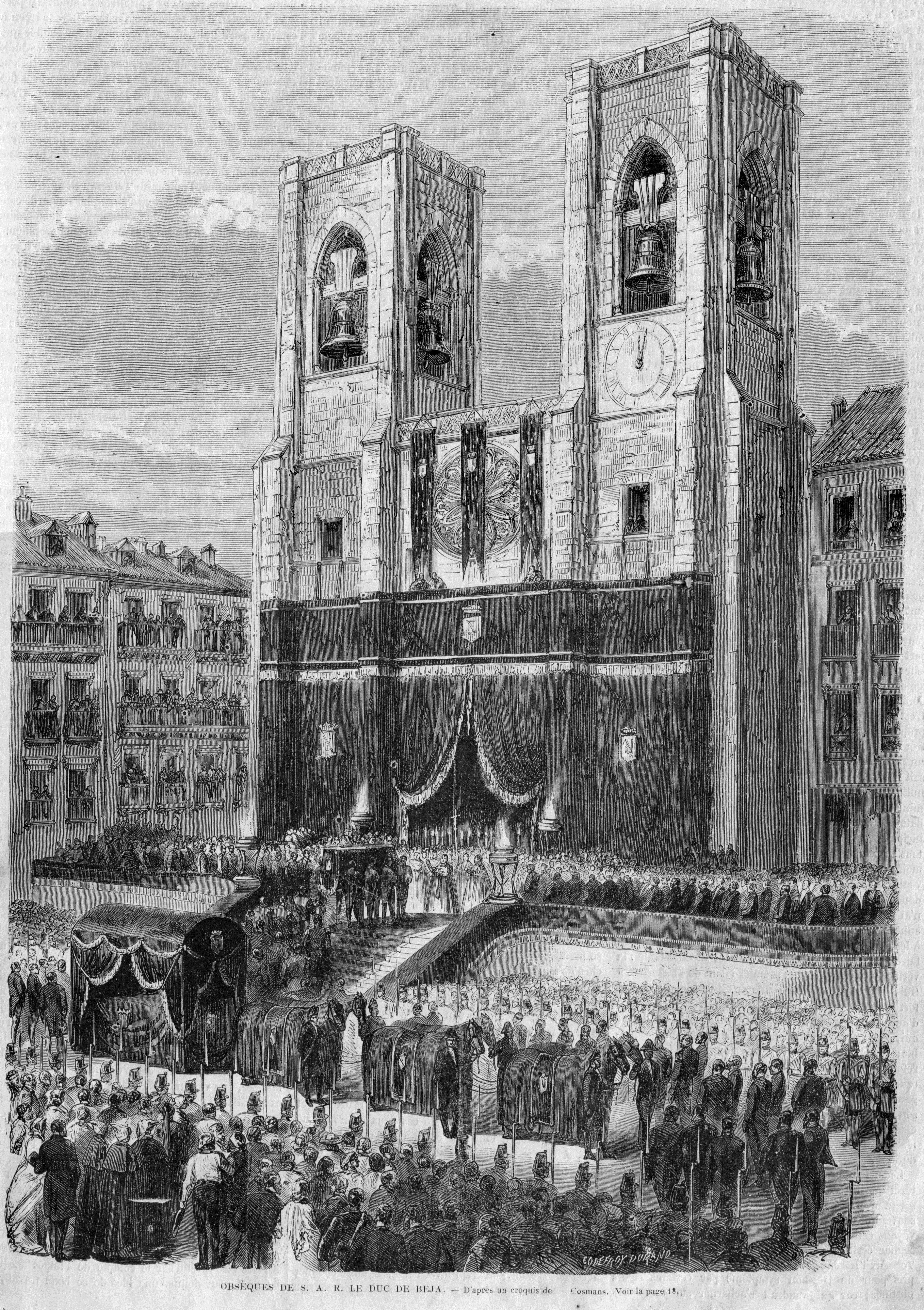
Gravura do funeral do Duque de Beja.

Não foi herdeiro por muito tempo, falecendo um mês depois da mesma doença que matou os seus irmãos em Lisboa a 27 de Dezembro de 1861 com 19 anos e solteiro.

## Títulos, estilos e honrarias

### Títulos e estilos
- 16 de março de 1842 — 27 de dezembro de 1861: Sua Alteza Real, o Infante D. João, Duque de Beja

### Honrarias
- Grã-Cruz da Banda das Três Ordens (de Cristo, São Bento de Avis e São Tiago da Espada)
- Grã-Cruz da Ordem Militar da Torre e Espada, do Valor, Lealdade e Mérito
- Grã-Cruz da Ordem Militar de Nossa Senhora da Conceição de Vila Viçosa
- Grã-Cruz da Imperial Ordem do Cruzeiro ( Império do Brasil)